# Tillandsia colganii
Tillandsia colganii är en gräsväxtart som beskrevs av Renate Ehlers. Tillandsia colganii ingår i släktet Tillandsia och familjen Bromeliaceae. Inga underarter finns listade i Catalogue of Life.